# Chetsun Sherab Jungnay
Chetsun Sherab Jungnay era un abad Tíbet y un erudito del siglo XI que fundaron el sur del Monasterio de Shalu a 22 km de Shigatse (Tíbet). 
Según se tiene entendido, en 1040, consultó la futura localización del monasterio con su profesor, quien le aconsejó encender una flecha y dispararla confiando en que Buda elegiría el lugar ideal.
El lugar donde aterrizó la flecha se convirtió en el centro fundacional del monasterio, que más adelante se convertiría en uno de los más importantes centros de estudio y entrenamiento psíquico de todo el Tíbet.
- Datos: Q1057773